# Constantin Stanciu
Constantin Stanciu (ur. 24 września 1907 w Bukareszcie, zm. 27 marca 1986 tamże) – rumuński piłkarz, reprezentant kraju, grający na pozycji napastnika.

## Kariera klubowa
Stanciu przygodę z futbolem rozpoczął w 1923 w zespole Venus Bukareszt. Z wyjątkiem sezonu 1926/27, który spędził w Fulgerul Kiszyniów, Stanciu występował w Venusie do 1935. Zdobył trzykrotnie z klubem mistrzostwo Rumunii w sezonach 1928/29, 1931/32 i 1933/34. Stanciu odnotował w zespole 62 występy, w których strzelił 6 bramek.  
Od 1935 do 1939 występował w zespole Juventusu Bukareszt. Karierę piłkarską zakończył w 1939 po krótkim epizodzie w Metalosport Bukareszt.
| Sezon   | Klub                  | Kraj    | Rozgrywki           | Mecze | Bramki |
| ------- | --------------------- | ------- | ------------------- | ----- | ------ |
| 1923/24 | Venus Bukareszt       | Rumunia |                     |       |        |
| 1924/25 | Venus Bukareszt       | Rumunia |                     |       |        |
| 1925/26 | Venus Bukareszt       | Rumunia |                     |       |        |
| 1926/27 | Fulgerul Kiszyniów    | Rumunia | Elită Regională     | 22    | 2      |
| 1927/28 | Venus Bukareszt       | Rumunia | Elită Regională     |       |        |
| 1928/29 | Venus Bukareszt       | Rumunia | Mistrzostwa Rumunii | 12    | 3      |
| 1929/30 | Venus Bukareszt       | Rumunia | Elită Regională     |       |        |
| 1930/31 | Venus Bukareszt       | Rumunia | Elită Regională     |       |        |
| 1931/32 | Venus Bukareszt       | Rumunia | Liga I              | 13    | 1      |
| 1932/33 | Venus Bukareszt       | Rumunia | Liga I              | 11    | 0      |
| 1933/34 | Venus Bukareszt       | Rumunia | Liga I              | 15    | 0      |
| 1934/35 | Venus Bukareszt       | Rumunia | Liga I              | 11    | 2      |
| 1934/35 | Juventus Bukareszt    | Rumunia | Liga I              |       |        |
| 1935/36 | Juventus Bukareszt    | Rumunia | Liga I              | 12    | 1      |
| 1936/37 | Juventus Bukareszt    | Rumunia | Liga I              | 10    | 1      |
| 1937/38 | Juventus Bukareszt    | Rumunia | Liga I              |       |        |
| 1938/39 | Juventus Bukareszt    | Rumunia | Liga I              |       |        |
| 1939/40 | Metalosport Bukareszt | Rumunia |                     |       |        |

## Kariera reprezentacyjna
Stanciu w drużynie narodowej zadebiutował 15 września 1929 w wygranym 3:2 spotkaniu z Bułgarią. Rok później został powołany na Mistrzostwa Świata. 
Zagrał w spotkaniu z Peru, w którym to meczu w 85. minucie ustalił wynik spotkania na 3:1, jednak mimo to Rumunia odpadła po fazie grupowej. Stanciu sięgnął także po zwycięstwo w rozgrywkach Balkan Cup i Pucharu Europy Środkowej. 
Ostatni mecz w zespole Rumunii rozegrał 4 października 1931. Przeciwnikiem była drużyna Węgier, a mecz zakończył się porażką Rumunów 0:4. Łącznie w latach 1929–1931 Stanciu wystąpił w reprezentacji w 8 spotkaniach, w których strzelił 4 bramki. 
| Mecze i gole w reprezentacji | Mecze i gole w reprezentacji | Mecze i gole w reprezentacji | Mecze i gole w reprezentacji | Mecze i gole w reprezentacji | Mecze i gole w reprezentacji | Mecze i gole w reprezentacji |
| #                            | Data                         | Miasto                       | Przeciwnik                   | Gol                          | Wynik                        | Rozgrywki                    |
| ---------------------------- | ---------------------------- | ---------------------------- | ---------------------------- | ---------------------------- | ---------------------------- | ---------------------------- |
| 1.                           | 15.09.1929                   | Sofia                        | Bułgaria                     |                              | 3:2                          | towarzyski                   |
| 2.                           | 06.10.1929                   | Bukareszt                    | Jugosławia                   |                              | 2:1                          | towarzyski                   |
| 3.                           | 04.05.1930                   | Belgrad                      | Jugosławia                   |                              | 1:2                          | towarzyski                   |
| 4.                           | 25.05.1930                   | Bukareszt                    | Grecja                       |                              | 8:1                          | Balkan Cup                   |
| 5.                           | 14.07.1930                   | Montevideo                   | Peru                         | Gol                          | 3:1                          | MŚ 1930                      |
| 6.                           | 10.05.1931                   | Bukareszt                    | Bułgaria                     | Gol · Gol                    | 5:2                          | Balkan Cup                   |
| 7.                           | 20.09.1931                   | Oradea                       | Czechosłowacja               | Gol                          | 4:1                          | Puchar Europy Środkowej      |
| 8.                           | 04.10.1931                   | Budapeszt                    | Węgry                        |                              | 0:4                          | Puchar Europy Środkowej      |

## Sukcesy
Rumunia
- Balkan Cup (1): 1929/31
- Puchar Europy Środkowej (1): 1931/34

Venus Bukareszt
- Mistrzostwo Rumunii (3): 1928/29, 1931/32, 1933/34